# Talerschwingen
Das Talerschwingen oder Talerrollen ist ein Spiel, das seinen Platz in der Schweizer Volksmusik hat. Beim Talerschwingen wird ein Fünfliber (Fünffrankenstück) in ein tönernes konisches Milchbecken geworfen, wobei der Fünfliber vor 1968 (bzw. im Jahr 1969) geprägt worden sein muss (Silbermünze), um den gewünschten Klang zu erreichen. Der Spieler versucht, den Fünfliber mit leichten Drehbewegungen der linken Hand auf seiner Kante dem Beckenrand entlang laufen zu lassen, jedoch ohne dass das Geldstück auf den Schüsselboden fällt. Die Klangerzeugung von Gefäss und rotierender Münze entsprechen einem Reibidiophon.
Ein Gspil (Ensemble) besteht aus drei Schüsseln verschiedener Grösse. Diese sollen in der Regel, vom kleinsten zum grössten, eingestimmt sein auf «b», «fis» und «f» (cf. Website von Rémy Schroeter). Das Talerschwingen kommt aus der Ostschweiz, insbesondere aus dem Appenzellerland und dem Toggenburg.